# Amanda Jacobsen Andradóttir
Amanda Jacobsen Andradóttir (Molde, 8 dicembre 2003) è una calciatrice islandese, centrocampista del Twente e della nazionale islandese.

## Biografia
Cresciuta in una famiglia di sportivi, condivide la passione per il calcio con il padre, Andri Sigþórsson, che maturò presenze nella nazionale del suo paese, e lo zio, Kolbeinn Sigþórsson, entrambi ex calciatori professionisti.

## Carriera

### Club
Amanda Jacobsen Andradóttir ha iniziato la sua carriera in Islanda, dove ha giocato nelle squadre giovanili di due club della capitale Reykjavík, il Víkingur e successivamente il Valur.
Nel 2019 decide di cogliere l'occasione per giocare all'estero per la prima volta in carriera, trasferendosi dall'Islanda alla Danimarca per unirsi al Fortuna Hjørring, e sebbene inserita con la formazione Under-18 si è allenata anche con la prima squadra.
Per la stagione 2020-2021, si è trasferita al Nordsjælland detentore della Coppa di Danimarca in carica, a disposizione del tecnico Brian Sørensen, debuttando in Elitedivisionen, massimo livello del campionato danese, il 15 agosto 2020, alla 2ª giornata di campionato, nella vittoria esterna per 2-0 sull'Aalborg, rilevando Amalie Vangsgaard al 59'.
Resta legata al club di Farum fino alla sessione invernale di calciomercato, maturando 8 presenze e siglando il suo primo gol senior alla 6ª giornata, quando porta il parziale sul 2-1 dell'incontro esterno poi pareggiato 2-2 con il Thy-Thisted Q, proseguendo la stagione con il Vålerenga, vincitore del double norvegese per la stagione 2021, firmando con il club di Oslo un contratto triennale. Nella sua prima stagione col Vålerenga, ha condiviso con le compagne il percorso che ha portato la sua squadra alla finale della Coppa di Norvegia, festeggiando, pur senza essere stata impiegata nell'incontro, la conquista del suo primo titolo grazie alla vittoria per 2-1 con il Sandviken.
Al termine della stagione 2021 ha raggiunto un accordo con il Vålerenga per risolvere il suo contratto, che aveva ancora due anni prima della scadenza, accogliendo la proposta del Kristianstads DFF per la stagione 2022, firmando un contratto biennale e iniziando con il club svedese la sua seconda esperienza professionale all'estero.

## Palmarès

### Club
- Campionato islandese: 1

Valur: 2023
- Coppa di Norvegia: 1

Vålerenga: 2021
- Supercoppa dei Paesi Bassi: 1

Twente: 2024